# Adèle de France (1009-1079)
Pour les articles homonymes, voir Adèle de France, Sainte Adèle et Adèle.
Adèle de France, dite aussi parfois Alix de France (née en 1009 - morte à Messines le 8 janvier 1079), est la fille de Robert II, roi de France, et de Constance d'Arles. Elle était comtesse de Corbie, duchesse de Normandie (en 1027) par son mariage avec Richard III de Normandie et comtesse de Flandre (de 1037 à 1067) par son mariage avec Baudouin V de Flandre.
En 1027, alors âgée de 18 ans, elle épouse en premières noces Richard III de Normandie (997 † 1027), duc de Normandie, mais ce dernier meurt quelques mois plus tard et le mariage reste sans postérité.
Elle se remarie en 1028 à Paris avec Baudouin V (1012 † 1067), comte de Flandre, ils ont 3 enfants :
- Baudouin VI, (1030 † 1070) ;
- Mathilde (1032 † 1083), mariée en 1053 à Guillaume le Conquérant, duc de Normandie, neveu de Richard III ;
- Robert Ier de Flandre, dit aussi Robert le Frison (1033-1093).

## Sainte Adèle de Messines
Avec son mari Baudouin, Adèle de France fonde entre 1057 et 1065, (les dates divergent selon les sources), une abbaye bénédictine pour femmes (le père Anselme précise pour trente filles nobles et douze chanoines) à Messines près d'Ypres. À la mort de Baudouin en 1067, elle fit le voyage de Rome où elle reçut la même année du Pape Alexandre II le voile de veuve et se retira dans la dite abbaye. Elle y est morte et enterrée. Selon le site Nominis, elle fut canonisée sous le nom de Sainte Adèle de Messines, sa fête a été fixée primitivement au 8 janvier, puis au 8 septembre.
Elle joue également un grand rôle auprès de Baudouin dans la création par ce dernier d'églises dite "collégiale" à Aire sur la Lys (1059), à Lille (Collégiale Saint Pierre en 1050), Harelbeke ou encore l'abbaye d'Ename.
Adèle vit suffisamment longtemps pour connaître l'affrontement entre ses descendants : lorsque son fils aîné et comte de Flandres Baudouin VI meurt trois ans seulement après son père, sa veuve Richilde dépossède le second fils d'Adèle, Robert. Celui ci trouve des appuis et envahit la Flandre détenue alors par le Comte légitime et petit-fils d'Adèle Arnoul III de Flandre. Ce dernier, malgré l'aide du Roi de France Philippe Ier et l'aide d'un contingent envoyé par Guillaume le Conquérant époux du troisième enfant d'Adèle, Mathilde, est vaincu et trouve la mort à la bataille de Cassel en 1071 cf. Robert Ier de Flandre.
Selon la Biographie Nationale de Belgique, la mort d'Adèle n'eut pas lieu en 1079 mais en 1071.

### De la légende à la dévotion
Selon la légende, pendant son sommeil, Adèle eut la vision de la Vierge Marie demandant à Adèle de ne pas garder pour elle le morceau de la Vraie Croix qu'Adèle possédait mais de permettre aux fidèles d'exprimer leur dévotion envers cette relique. Elle demanda également à Adèle d'organiser une procession sur un parcours qui lui serait indiqué (Adèle trouva au réveil un fil rouge partant de l'église qui traçait tout un chemin sur six kilomètres autour de Messines).

Depuis chaque année, en septembre, du 14 au 22 septembre, a lieu une procession faisant le tour de la petite ville selon un parcours précis. Les agriculteurs ayant des champs sur le chemin de la cérémonie laissent un passage dans leurs cultures pour que la procession puisse avoir lieu. Des cérémonies ont également lieu pendant cette neuvaine annuelle.